# Azərbaycan-Bayrağı-Orden
Der Azərbaycan-Bayrağı-Orden (aserbaidschanisch: “Azərbaycan Bayrağı” ordeni, auf Deutsch: Orden der Aserbaidschanischen Flagge oder Orden der Flagge Aserbaidschans) ist ein Orden der Republik Aserbaidschan. Bei seiner Einführung 1993 war er der zweitniedrigste von vier Orden der Republik Aserbaidschan; seit 2017 ist er der vierthöchste von zehn Orden der Republik.

## Geschichte
Am 10. November 1992 bestätigte die Nationalversammlung Aserbaidschans das Dekret Nr. 370 des zweiten aserbaidschanischen Präsidenten Əbülfəz Elçibəy über „die Einrichtung von Orden und Medaillen der Republik Aserbaidschan“ (Azərbaycan Respublikasının orden və medallarının təsis edilməsi haqqında) mit den anfänglichen vier Orden İstiqlal, Şah İsmayıl, Azərbaycan Bayrağı und Şöhrət. Mit dem Dekret Nr. 756 des dritten aserbaidschanischen Präsidenten Heydər Əliyev vom 6. Dezember 1993 über die „Genehmigung des Statuts und der Beschreibung des Azərbaycan-Bayrağı-Ordens der Republik Aserbaidschan“ (Azərbaycan Respublikasının “Azərbaycan Bayrağı” ordeninin statutunun və təsvirinin təsdiq edilməsi haqqında) wurde der Orden offiziell gestiftet.
Die erste Überarbeitung erhielt der Azərbaycan-Bayrağı-Orden am 6. Februar 1998 durch das Änderungsdekret Nr. 429-IQD. Mit dem Dekret Nr. 723-IVQD vom 30. September 2013 wurde der Orden ein zweites Mal überarbeitet.

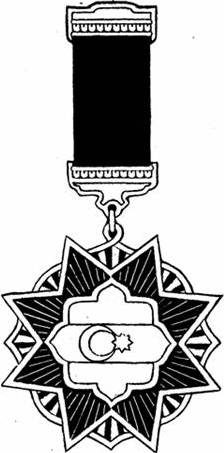
1993
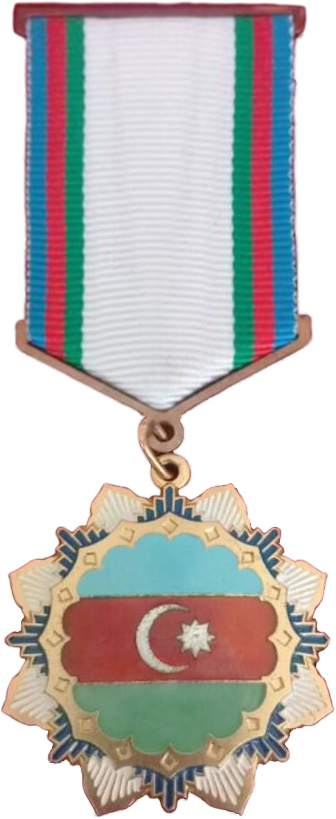
1993 bis 2009
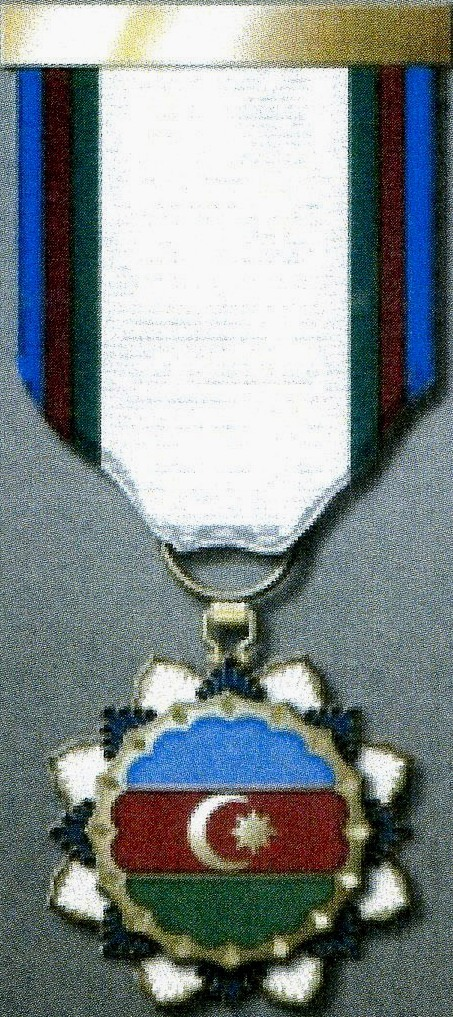
Seit 2009

## Verleihungskriterien und Tragweise
„1. Der ‚Azərbaycan-Bayrağı‘-Orden der Republik Aserbaidschan wird den Bürgern Aserbaidschans, ausländischen Bürgern und Staatenlosen verliehen:
für einen besonderen Beitrag zur nationalen Unabhängigkeitsbewegung der Republik Aserbaidschan und für besondere sozialpolitische Tätigkeiten;
für besondere Leistungen in der Entwicklung der Militärwissenschaft und von Militärtechnik;
für besondere Leistungen zur Erhaltung der Unabhängigkeit und der territorialen Integrität der Republik Aserbaidschan;
für die Sicherung des Friedens in der Republik, dem Schutz der Ordnung und besondere Leistungen im Militärdienst;
für besondere Leistungen bei der Gewährleistung der Sicherheit der Staatsgrenzen.
2. Der ‚Azərbaycan-Bayrağı‘-Orden wird auf der linken Seite der Brust und in Anwesenheit anderer Orden und Medaillen der Aserbaidschanischen Republik nach dem ‚Şah-İsmayıl‘-Orden getragen.“